# Leominster (Massachusetts)
Leominster (wymowa: /ˈlɛmənstɚ/) – miasto w Stanach Zjednoczonych, w stanie Massachusetts, drugie co do wielkości miasto w hrabstwie Worcester. Razem z Fitchburgiem są znane jako bliźniacze miasta. 

## Historia
Jednym z największych przemysłów wytwórczych, który odniósł sukces w Leominster, był przemysł grzebieniowy, dzięki czemu miasto jeszcze w XIX wieku zyskało sobie przydomek „Miasta Grzebieniów”. Kolejny punkt zwrotny nastąpił na początku lat 30. XX wieku, kiedy Samuel Foster wprowadził proces formowania wtryskowego do Leominster, wtedy miasto zyskało przydomek „Pioneer Plastics City”. Leominster nadal było liderem w branży tworzyw sztucznych przez cały XX wiek, z wieloma kultowymi produktami, w tym Tupperware i plastikowymi flamingami. Pod koniec XX wieku nastąpił pierwszy spadek produkcji tworzyw sztucznych na dużą skalę.

## Demografia
Według spisu w 2020 roku liczy 43,8 tys. mieszkańców, w tym 15,8% urodziło się za granicami Stanów Zjednoczonych. Skład rasowy wyglądał następująco:
- biali nielatynoscy – 69,2%
- Latynosi – 15,6% (w większości Portorykańczycy)
- rasy mieszanej – 8,1%
- czarni lub Afroamerykanie – 6,6%
- Azjaci – 3,5%.

## Urodzeni w Leominster
- R.A. Salvatore (ur. 1959) – pisarz science-fiction[3]
- Johnny Appleseed (1774–1845) – misjonarz, pionier szkółkarstwa
- Harold Stephen Black (1898–1983) – naukowiec i wynalazca
- Robert Cormier (1925–2000) – pisarz i dziennikarz